# Anna Nielsen (skuespiller)
Anna Helene Dorothea Nielsen (født Brenøe 4. september 1803 i København, død 20. juli 1856 i Fredensborg) var en dansk skuespiller og operasanger.
Anna var den ældste i en senere talrig børneflok; forældrene, sejl- og kompasmager Peter Christian Brenøe og Olave Frederikke Caroline født Leth, sad da i gode kår – de lå endog om sommeren på landet ude på Blegdammen, hvor faren havde et sejldugsvæveri –, men pengene gik med, og økonomiske misligheder af forskellig art bragte den tidligere velhavende familie i meget ringe kår. Denne nedgang indtraf omtrent på det tidspunkt, da Anna Brenøe stod på overgangen fra barn til jomfru; i skolen havde hun aldrig hørt til de flinkeste elever, kun i to fag – dansk og sang – havde hun udmærket sig: hendes danske oplæsning rostes jævnlig som den bedste i hele skolen, og hendes foredrag af en arie fra Vinhøsten (ved skolens sidste sangprøve) indtog syngemester Ludvig Zinck således, at han foreslog forældrene at lade hende gå til teatret. Dette forslag skræmte vel den gang den tilbageholdne, endnu ukonfirmerede pige, men det løste dog utvivlsomt hendes sjæls ubevidste længsel, der én gang vakt uimodståelig drev hende mod scenen, og 10. februar 1821 debuterede den 17årige jomfru Brenøe som Dyveke i Ole Johan Samsøes sørgespil (Dyveke, et Sørgespil). den sikkerhed i midlerne og den klarhed i opfattelsen, der kendetegnede hendes spil på debutaftenen, skyldtes vel nok hovedsagelig hendes to udmærkede lærere: Ludvig Zinck, hvis sangundervisning havde givet hende det fulde herredømme over hendes klangfulde talestemme, så den smidig bøjede sig om de skiftende stemninger og tillige bevarede sin tydelighed selv i den sagteste hvisken, og madam Rosing, (sikkert Johanne Cathrine Rosing) der under sin dramatiske instruktion havde ikke alene lært hende at træde frem med naturlig anstand, men også overført til den unge pige, i hvis sjæl hun havde fundet en beslægtet, næsten datterlig sangbund, den ophøjede stilrenhed, der havde udmærket hendes tragiske kvindeskikkelser. Foruden dette tillærte eller dog ved andre udviklede medbragte den unge pige til scenen ganske sjældne personlige egenskaber: der var poesi over hendes skikkelse og sjæl i hendes blik-, hun var vel langtfra nogen regelmæssig skønhed, hendes smækkerhed nærmede sig ranglethedens skær, og hendes ansigt tog sig ikke ud i den for scenen betydende profilstilling, men hendes ædeltformede pande, omkranset af hårets skære blondhed, hendes klare ansigtslød, belyst af mundens milde smil, og frem for alt hendes store blå øjne med deres forstandig-dybe og begejstret-henrevne udtryk gøde over hende en ideal sjælsskønhed. Hendes 2. debutrolle, Emmy i Falsk Undseelse (1. marts 1821), viste, at det borgerlige skuespils skælmske ingenuer i Kotzebues teaterdrevne støbning ikke bankede i takt med hendes hjerte, og hendes 3. rolle, Sophie i Erik og Abel (26. april 1821), godtgjorde på ny, at vor poetiske guldalders nordiske kvindeskikkelse i hende havde fundet sin ikke blot legemlige, men også sjælelige virkeliggørelse.
På en af sæsonens sidste dage (24. maj 1821) optrådte jomfru Brenøe første gang i syngespillet som Stephanie i Montano og Stephanie; også her vandt hun ved sin ypperlig skolede mezzo-sopran stor yndest og anvendtes i de følgende år nok så hyppig i sangpartier som i taleroller, da Birgitte Elisabeth Andersen kun modvillig afstod sine roller, og teaterbestyrelsen en tid lang begunstigede den mere regelmæssige skønhed madam Eisen. Inden for syngespillets og operaens ramme skabte jomfru Brenøe ved sit foredrags sjælfuldhed og sit spils livsfylde en række poetisk-skjønne og dramatisk-karakterfulde kvindeskikkelser, blandt hvilke den romantiske sværmerske Agathe i Jægerbruden (1822) nævnes som en både i sanglig og i dramatisk henseende lige skøn fremstilling. Af hendes øvrige syngespilroller kan anføres: Anna i Den hvide Dame, Adelaide i Røverborgen, titelrollen i Floribella, Rosina i Barberen i Sevilla, Donna Elvira i Don Juan og Nanna i Balders død.
Ved teatret havde jomfru Brenøe lært at kende den højtbegavede violinist, senere koncertmester, Frederik Thorkildsen Wexschall (1798 – 1845), et bekendtskab, der, fremmet ved hendes optræden i syngespillet, hurtig udviklede sig til gensidig forelskelse, og 9. august 1823 holdt de bryllup. Deres hus blev et samlingssted for tidens litterære og kunstneriske personer, og den unge husmoder har i sin sjæls bløde muld her optaget mangt et befrugtende sædekorn, der senere spirede og gav mange fold igen. Imidlertid, de to ægtefæller harmonerede ikke, og efter otte års forløb opløstes (1831) ganske uventet for husets omgangskreds ægteskabet; tre år efter – 8. juli 1834 – blev madam Wexschall skuespiller Nicolai Peter Nielsens anden hustru, og som madam (senere fru) Nielsen lyser hendes navn som en af det danske teaters største skuespillerinder.
Fru Nielsen fremstillede på scenen kvinden og ganske særlig den danske kvinde: først den unge sværmeriske jomfru, derpå, med den unge, forventningsfulde hustru som mellemstadium, den modne kvinde, den kærlige, opofrende moder. Det var så at sige tre tidsafsnit af den samme kvindes liv, men alligevel var der en væsensforskel mellem hendes fremstilling af jomfruen og hendes fremstilling af hustruen og moderen, i det den første var legemliggørelsen af et idealbillede, medens de to andre hvilede på virkelighedens grund. Den nordiske mø, således som hun genopstod i Oehlenschlägers tragedier, var et fantasifoster, undfanget i romantikkens verden, et kvindeideal, dannet over den ædle mad. Rosings person og spil, og da fru Nielsen havde den lykke af denne at modtage sin kunstneriske indvielse, faldt det naturligt, at hun, hvis hele naturel havde en ganske særegen lighed med dennes, fornyede hendes skønne form og rene stil med sin yndefulde skikkelse og sjælfulde inderlighed; således blev hendes nordiske jomfruer – Valborg i Axel og Valborg, Helga i Stærkodden, Maria i Væringerne i Miklagard osv. – på en måde kun ny vin på gamle læderflasker.
Da fru Nielsen gjorde skridtet fra elskerinden til hustruen og moderen, havde livet, både det liv, hun selv havde levet, og livet omkring hende, givet hende selvstændighed og karakter; hun havde smagt elskovens tvivl og glæde, hun havde set den mand, hun havde knyttet sig til, blive lille i hendes øjne, og hun kæmpede i sit indre en hård kamp mellem forsagelse og livsmod. Det var sikkert denne kamp, der gav f.eks. hendes Hortense i Familien Riquebourg (1831) en næsten tragisk højhed, og det var de ikke glædelige erfaringer, hun havde indvundet, der gave en række moderskikkelser den dybe medlidenhed og ædle værdighed, den gribende smerte og det kvindelige højmod, der på samme tid fremkaldte rørelse og beundring; blandt disse roller kunne nævnes fru Helvig i Svend Dyrings Hus, dronningen i Hamlet og frem for alt Griffenfelds mor i Prinsessen af Taranto.
Fru Nielsen formåede at fylde en ubetydelig rolle med sin stærke personlighed, men hun ejede på den anden side den store karakterfremstillers evne til at tilintetgøre sit eget jeg for rollens karakter; denne evne i forbindelse med en iagttagende virkelighedssans og en klar forstand gjorde det muligt for hende med konsekvens og fasthed at gennemføre en del karakterer, der skulde synes at ligge hendes følelsesliv og naturel fjernt; blandt sådanne figurer kunne nævnes den fromladne, men herskesyge fru Chopin i Ude og hjemme, den frivole Marquise af Prie i Gabrielle de Belle-Isle, den fordomsfulde fru Inger i Tycho Brahes Ungdom, den intrigante baronesse Vaubert i Slottet i Poitou og den italienske Matrone Teresa i Tonietta.
Søren Kierkegaard, der højlig beundrede fru Nielsen som fremstillerinden af "det kvindelige, ikke indskrænket til én Side, ikke understøttet af, ikke lidende under en Tilfældighed derved, ikke anvist et Tidsafsnit deri", havde allerede i 1845 forudsagt, at hun "fuldendt" ville fremstille også bedstemoderen, når tidens fylde oprandt. Denne oprandt imidlertid ikke: efter et par års tiltagende svagelighed døde fru Nielsen, der 31. maj 1856 var optrådt sidste gang som grevinden i Kongens Læge, 20. juli 1856 på Fredensborg.